# Joan Meredith
Joan Meredith (28 janvier 1907 - 13 octobre 1980), née Catherine Jelks, est une actrice du cinéma muet et l'une des WAMPAS Baby Stars de 1925.

## Filmographie
- 1924 :
  - Le Dernier Homme sur terre (The Last Man on Earth), de John G. Blystone, non créditée ;
  - The Painted Lady (en), de Chester Bennett, non créditée ;
  - Darwin Was Right (en), de Lewis Seiler, non créditée.
- 1925 :
  - Free to Love, de Frank O'Connor, non créditée ;
  - Blue Blood, de Scott R. Dunlap, rôle : Delight Burns ;
  - Perds pas tes Dollars ! (The Perfect Clown), de Fred C. Newmeyer, rôle : Her Chum.
- 1926 :
  - Le Roi du turf (en) (King of the Saddle), de William James Craft, rôle : Mary ;
  - Le comte de Luxembourg (en) (The Count of Luxembourg), d'Arthur Gregor, rôle : Yvonne ;
  - The Truthful Sex (en), de Richard Thomas, rôle non mentionné ;
  - The Fighting Boob, de Jack Nelson, rôle : Dolores.
- 1927 : Doc's Dog, d'Ernest Van Pelt (en), rôle : Alice Boyd ;
- 1928 : Marcheta (court métrage).